# 大塚洋
大塚 洋（おおつか ひろし、1954年4月18日 - 2020年10月31日）は、東京都出身の日本の俳優。166 cm。体重71 kg。血液型はO型。最終所属は青年団、希楽星。

## 略歴
桐朋学園大学卒業。1979年に安部公房スタジオの舞台「仔象は死んだ」でデビュー。かつては安部公房スタジオ、劇団 風の街に所属していた。
病気療養中であったが、2020年10月31日午前3時59分、死去。満66歳没（享年66）。訃報は翌年4月15日に発表された。

## 人物
特技は狂言、趣味はテニス。

## 出演

### 映画
- 「天と地と」（1990年6月23日）
- 「東京人間喜劇」（2011年7月30日）
- 「幕が上がる」（2015年2月28日）
- 「レインツリーの国」（2015年11月21日）
- 「嫌な女」（2016年6月25日）

### テレビドラマ

#### NHK
- 大河ドラマ
  - 「峠の群像」最終回（1982年12月19日） - 侍 役
  - 「八代将軍吉宗」第11回（1995年3月19日） - いかけ屋 役
- 「赤頭巾快刀乱麻」（1991年4月5日） - 茶屋 役
- 「菊亭八百善の人びと」第2話（2004年4月5日） - 小林医師 役
- 連続テレビ小説
  - 「瞳」第53回（2008年5月30日） - 枡岡 役
  - 「おひさま」第84回（2011年7月9日） - 行商人風の男 役
  - 「ひよっこ」第1回・第3回（2017年4月3日・4月5日）
  - 「なつぞら」第5回・第10回・第11回（2019年4月5日・4月11日・4月12日） - 校長先生 役[4]
- 「美女と男子」第3話（2015年4月28日） - 河井航介 役
- 「フェイクニュース あるいはどこか遠くの戦争の話 後編」（2018年10月27日） - 福田幸三の応援スタッフ 役
- 「ピンぼけの家族」（2020年3月4日） - 寺島圭一 役[5]

#### 日本テレビ
- 「私はタフな女」第2話（1981年5月1日）
- 火曜サスペンス劇場「二度目のさよなら」（1985年1月15日）
- 「瑠璃の島」第2話（2005年4月23日） - 街角のオヤジ 役
- 「ワイルド・ヒーローズ」第1話（2015年4月19日）

#### TBS
- 「噂の刑事トミーとマツ 第1シリーズ」第64話（1981年3月8日）
- ザ・サスペンス「悪魔のような完全犯罪」（1983年1月1日） - バーの客 役
- 「痛快!OL通り」第1話（1986年10月10日）
- 「赤い迷宮」第5話・第19話（1993年11月5日・11月25日）
- 「魔の季節」第3話（1995年4月27日）
- 「その気になるまで」第2話（1996年4月14日）
- 月曜ドラマスペシャル「出世と左遷」（1996年5月13日）
- 「硝子のかけらたち」第4話（1996年8月2日）
- 「メロディ」第8話（1997年2月23日）
- 「理想の上司」第4話（1997年5月4日）
- 「3年B組金八先生 道は遠くとも〜子供を救え!大人達よ立ち上がれ」（1998年4月2日）
- 「めぐり逢い」最終話（1998年6月26日）
- 「青の時代」第8話・第9話（1998年8月21日・8月28日）
- 「週末婚 スペシャル」（1999年10月1日）
- 「サラリーマン金太郎 第2シリーズ」第7話（2000年5月21日）
- 「マリア」第2話（2001年7月11日）
- 「ラブ&ファイト」第37話・第38話（2001年10月23日・10月24日）
- 月曜ミステリー劇場
  - 「「萩原朔太郎」の亡霊」（2002年2月18日） - 上野義則 役
  - 「万引きGメン・二階堂雪」第10作（2003年5月26日） - 久子とあすかの高校の同級生 役
  - 「陰の季節」第6作（2003年9月15日） - 酒屋 役
  - 「自治会長 糸井緋芽子 社宅の事件簿」第4作（2004年3月22日）
  - 「ネタ元」（2005年9月5日） - 床屋の主人 役
  - 「税務調査官・窓際太郎の事件簿」第13作（2005年9月26日） - 菊地道夫 役[6]
- 「First Love」最終話（2002年6月26日）
- 「ホットマン パート1」第7話（2003年5月22日）
- 「聞かせてよ愛の言葉を」第10話（2005年3月4日） - 産婦人科医 役
- 「汚れた舌」第6話（2005年5月19日） - 男 役
- 「女系家族」第2話（2005年7月14日） - 長沢 役
- 「いい女」（2006年10月30日 - 12月15日） - コメンテーター 役
- 「ハタチの恋人」第3話（2007年10月28日） - 営業部課長 役
- 「JIN-仁- 完結編」最終話（2011年6月26日） - 男 役

#### フジテレビ
- 「花祭」（1982年6月9日 - 10月6日）
- 「悪魔のKISS」第1話（1993年7月7日）
- 「お金がない!」第7話（1994年8月17日）
- 「こんな私に誰がした」（1996年10月15日 - 12月17日）
- 金曜エンタテイメント
  - 「横溝正史シリーズ・悪魔が来りて笛を吹く」（1996年10月25日）
  - 「大家族デカ」第2作（1998年8月28日）
  - 「みのもんたの実録トゥルーストーリーズ」（2002年12月20日）
  - 「冬の輪舞 特別編」（2005年5月13日） - 神父 役
- 「こんな恋のはなし」第1話（1997年7月3日）
- 「シングルス」第3話（1997年10月28日）
- 「ショムニ」第9話・最終話（1998年6月10日・7月1日）
- 「アフリカの夜」第6話（1999年5月20日）
- 「女同士」第51話（2000年9月18日）
- 「花村大介」第9話（2000年8月29日）
- 「新・お水の花道」第8話（2001年5月29日）
- 「私を旅館に連れてって」最終話（2001年6月27日）
- 「ロング・ラブレター〜漂流教室〜」第9話（2002年3月6日）
- 「世にも奇妙な物語」「2003年 春の特別編『追いかけたい』」（2003年3月24日） - 課長 役
- 「クニミツの政」第10話（2003年9月2日）
- 「離婚弁護士」最終話（2004年6月24日） - 工場主 役
- 「久本ドラマ」（2004年10月14日）
- 「不機嫌なジーン」第8話（2005年3月7日） - 運転手 役
- 「恋におちたら〜僕の成功の秘密〜」第2話（2005年4月21日） - 中年男性 役
- 「スタートライン〜涙のスプリンター〜」（2005年12月17日） - 屋台のオヤジ 役
- 「偽りの花園」第8話（2006年4月12日）
- 「医龍-Team Medical Dragon-」第2話（2006年4月20日） - 製薬会社員 役
- 「サプリ」第10話（2006年9月11日） - 面接官 役
- 「子育ての天才」第2話（2007年4月20日） - 電気店店主 役
- 「非婚同盟」第34話（2009年2月19日）
- 「婚カツ!」第1話（2009年4月20日） - 部長 役
- 「オトメン（乙男）〜夏〜」第6話（2009年9月12日） - 中野あきら 役
- 「大切なことはすべて君が教えてくれた」第9話（2011年3月21日） - 不動産屋 役
- 「僕とスターの99日」第9話（2011年12月18日） - 八百屋 役
- 「カエルの王女さま」第6話・第7話（2012年5月17日・5月24日）
- 「赤い糸の女」第16話・第17話（2012年9月24日・9月25日） - 和装店の社長 役
- 「シグナル 長期未解決事件捜査班」第8話（2018年5月29日）

#### テレビ朝日
- 「午後の旅立ち」第1話（1981年1月12日） - 医師 役
- 「新・海峡物語」最終話（1981年12月24日）
- 土曜ワイド劇場
  - 「牟田刑事官事件ファイル」第9作（1988年10月29日）
  - 「考古学者シリーズ」第8作（1989年5月13日）
  - 「無人霊柩車」（1998年10月17日）
  - 「事件記者冴子の殺人スクープ」第3作（2001年11月24日） - 警官 役
  - 「みちのく紅花街道殺人事件」（2003年3月15日）
  - 「ユニット 復讐を誓う男と逃げる女」（2006年2月11日）
  - 「100の資格を持つ女〜ふたりのバツイチ殺人捜査〜」第1作（2008年3月29日） - クレーン資格検定員 役
  - 「終着駅シリーズ」第25作（2011年9月24日） - 薬局店主 役
- 「七人の女弁護士 第2シリーズ」第3話（1991年11月7日）
- 「名探偵保健室のオバさん」第3話（1997年1月20日）
- 「ガラスの仮面 第2シリーズ」第3話（1998年4月27日）
- 「ツーハンマン」第1話（2002年7月5日）
- 「動物のお医者さん」第4話（2003年5月8日）
- 「独身3!!」第1話（2003年10月10日）
- 「南くんの恋人」第1話・第7話・第10話・最終話（2004年7月8日・8月19日・9月9日・9月16日） - 肉丸 役
- 「さよならの花びら」（2005年1月7日） - 藤本昭 役
- 「ガンジス河でバタフライ 後編」（2007年10月6日） - コメンテーター 役
- 「就活のムスメ」（2009年3月27日）

#### テレビ東京
- 「『放浪記』〜男なんて何さ!人生は七転び八起き〜」（1997年1月1日）
- 「田舎で暮らそうよ」第8話（1999年7月8日）
- 木曜洋画劇場「開幕ベルは華やかに」（2002年1月3日）
- 「ラスト・ドクター〜監察医アキタの検死報告〜」第3話（2014年7月25日）

#### その他
- 女と愛とミステリー → 水曜ミステリー9（BSジャパン）
  - 「悪の仮面」（2001年9月9日） - 居酒屋の店主 役
  - 「多摩南署たたき上げ刑事・近松丙吉」
    - 第3作（2003年11月26日）
    - 第8作（2008年11月5日） - まっちゃん 役

  - 「新米事件記者・三咲」第1作（2005年5月11日） - 高瀬信男 役
  - 「警察署長・たそがれ正治郎」第3作（2006年11月29日）
- 「怪談新耳袋『あそぼ』」（2003年8月7日、BS-TBS）
- 「ぼくらの愛しい人」（2004年9月20日、関西テレビ）
- 「女子大生会計士の事件簿」第11話・最終話（2008年12月17日・12月24日、BS-TBS） - 賀茂哲郎 役
- 「隠蔽指令」最終話（2009年11月15日、WOWOW） - 弁護士 役
- 「俺たち絶体絶命!」（2013年7月21日、BS-TBS）

### 配信ドラマ
- 「30ハケン女が就職する方法」（BeeTV） - 龍崎の上司 役
- 「チェイス 第1章」第6話・第7話（2017年12月22日、アマゾンジャパン）

### その他テレビ番組
- 「ココリコミラクルタイプドラマスペシャル『こんな女は嫌われる』」（2005年1月5日、フジテレビ）
- 「独占取材! 私だけが知っている小泉純一郎」（2006年10月8日、フジテレビ）
- NHKスペシャル「憲法70年“平和国家”はこうして生まれた」（2017年4月30日、NHK） - 森戸辰男 役

### 舞台
- 「仔象は死んだ」（1979年）
- 「夏の砂の上」
- 「山羊-シルビアってだれ?」
- 「もう風も吹かない」